# Мозолево-1
Мозолево-1 (рос. Мозолево-1) — присілок Бокситогорського району Ленінградської області Росії. Входить до складу Борського сільського поселення.
Населення — 512 осіб (2012 рік). 